# Quingentole
Quingentole – miejscowość i gmina we Włoszech, w regionie Lombardia, w prowincji Mantua.
Według danych na rok 2004 gminę zamieszkiwało 1228 osób, 87,7 os./km².